# DYTX
ボンボラジオ・タクロバン（英語:Bombo Radyo Tacloban、公式には スターAMタクロバン）は、フィリピンのAM（英語版）ラジオ放送局である。ニューサウンズ放送ネットワークに入っているボンボラジオ・フィリピンが運営している。スタジオと送信機はタクロバン市のリアル通りに面したエスパラス（Esparas）ビルディングに入るボンボラジオ放送センターの4階にある。放送はタクロバン市民向けで、ニュースや公共サービス、ドラマや音楽を流している。スローガンは「Basta Radyo...Bombo!」。コールサインはDYTXである。
聖週間を除いて毎日4時50分から22時まで放送している。聖週間は聖木曜日と聖金曜日は放送を取りやめ、復活祭の日曜日から放送を再開する。